# Joseph Johann Kauffmann

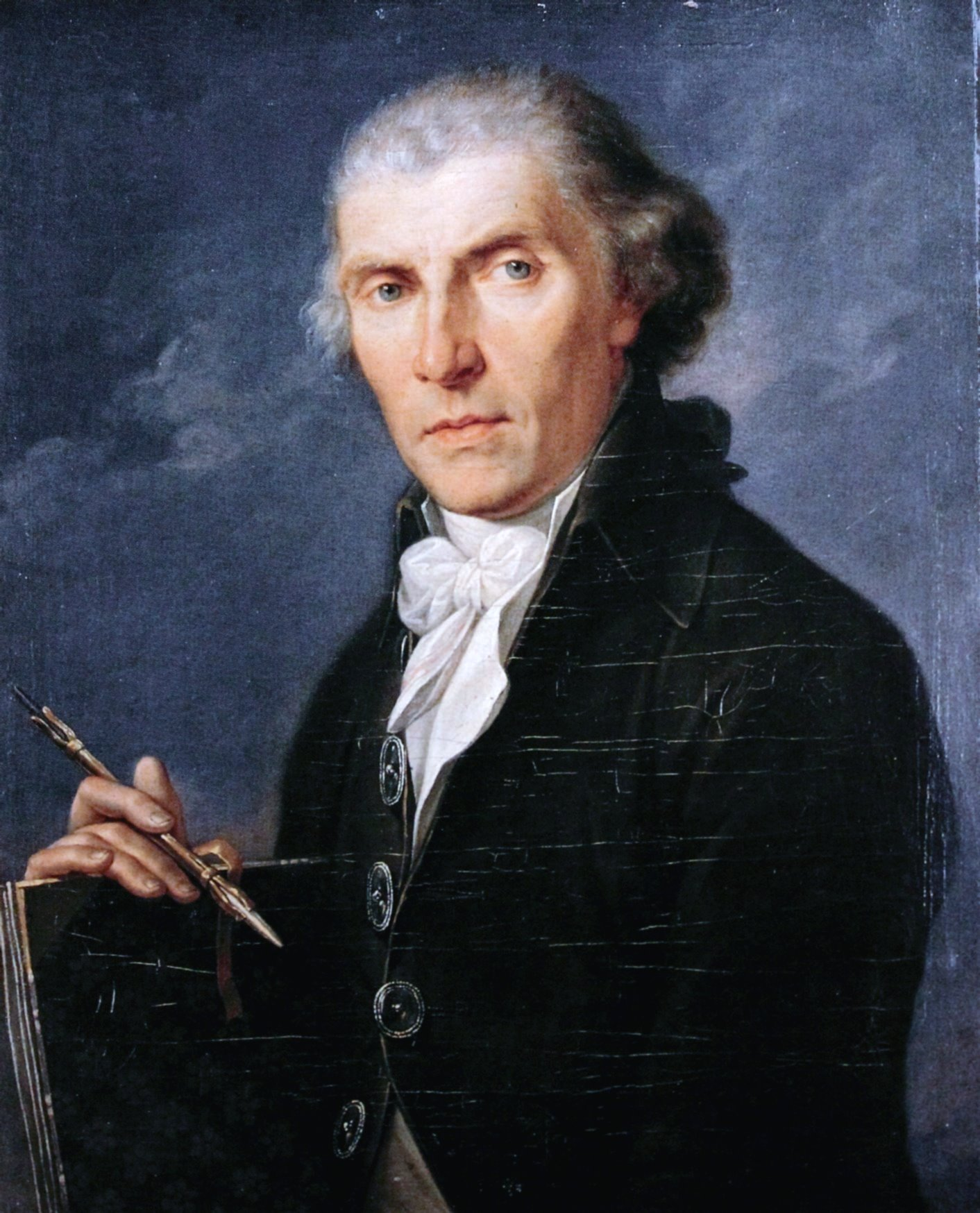
Porträt von Joseph Johann Kauffmann, gemalt von seiner Tochter Angelika Kauffmann.

Joseph Johann Kauffmann (* 27. Februar 1707 in Schwarzenberg, Österreich; † 11. Januar 1782 in Venedig; andere Schreibweisen der Vornamen in Verweisen: Josef Johann, Johann Joseph) war ein österreichischer Maler des 18. Jahrhunderts. Bekannt war er für seine Porträts, Kirchenfresken und Schlösserdarstellungen. Zusammen mit seiner Frau Cleophea Lutz hatte er ein einziges Kind, die Tochter Angelika Kauffmann, die als eine geehrte Malerin bekannt wurde.

## Leben

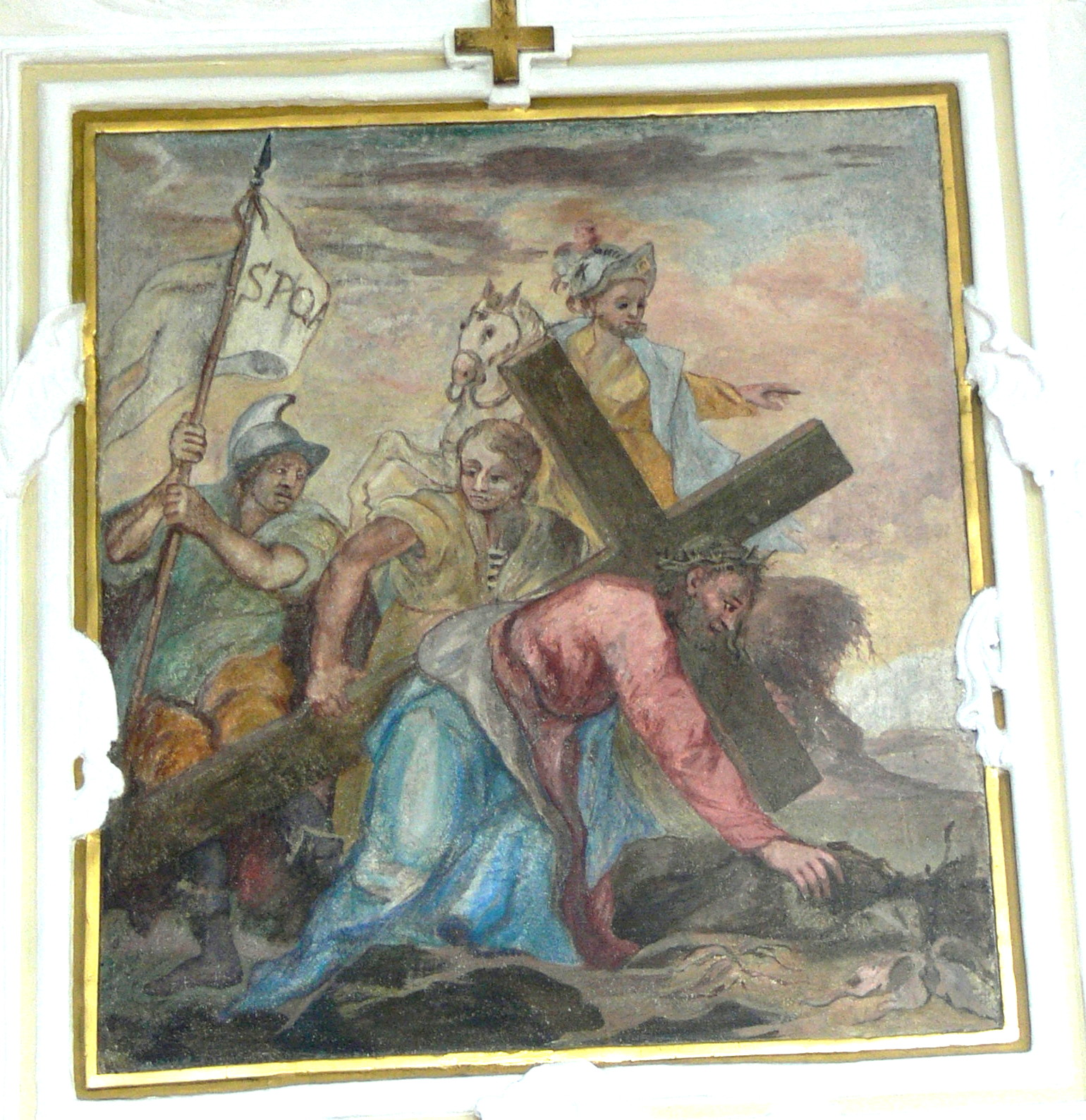
Pfarrkirche Schwarzenberg, Kreuzweg 7. Station, Zweiter Sturz Christi, J. J. Kauffmann, 1757

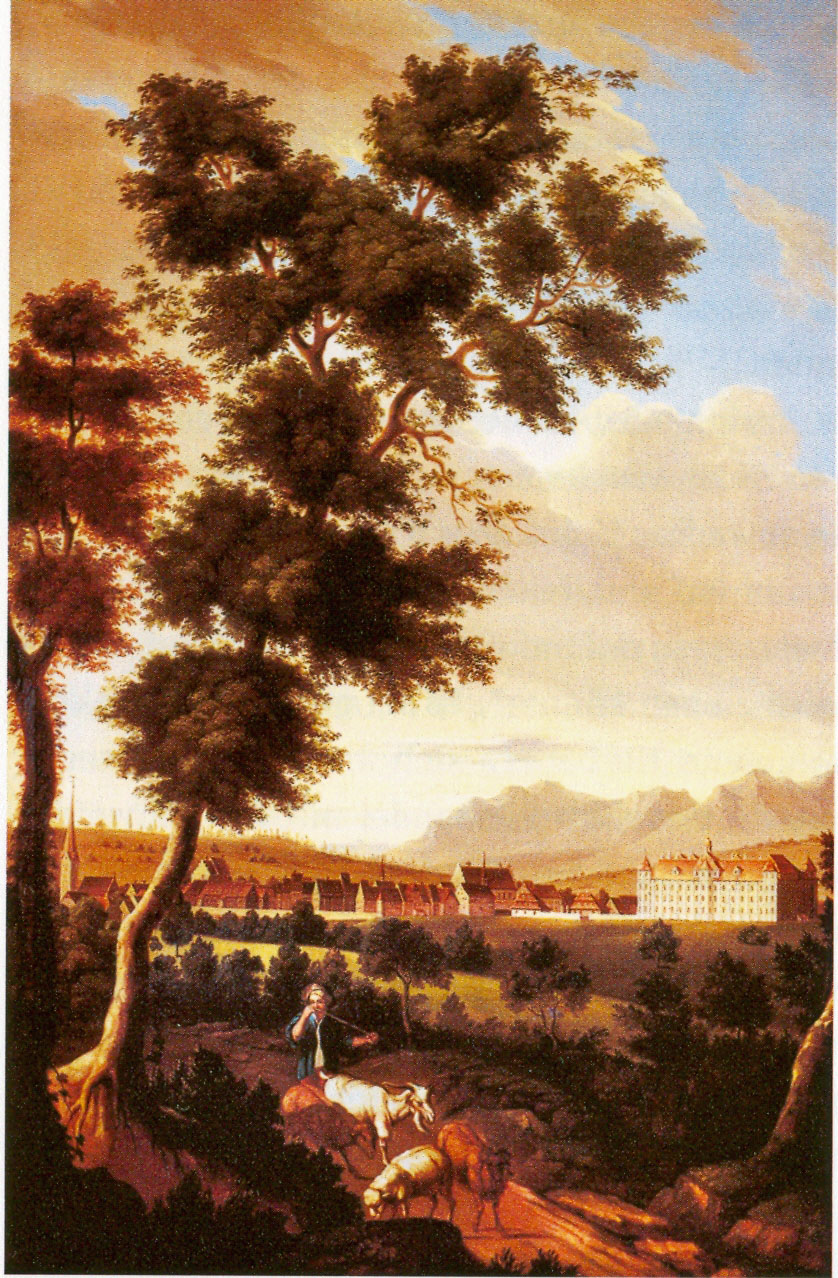
Ansicht von Tettnang, J. J. Kauffmann, um 1757

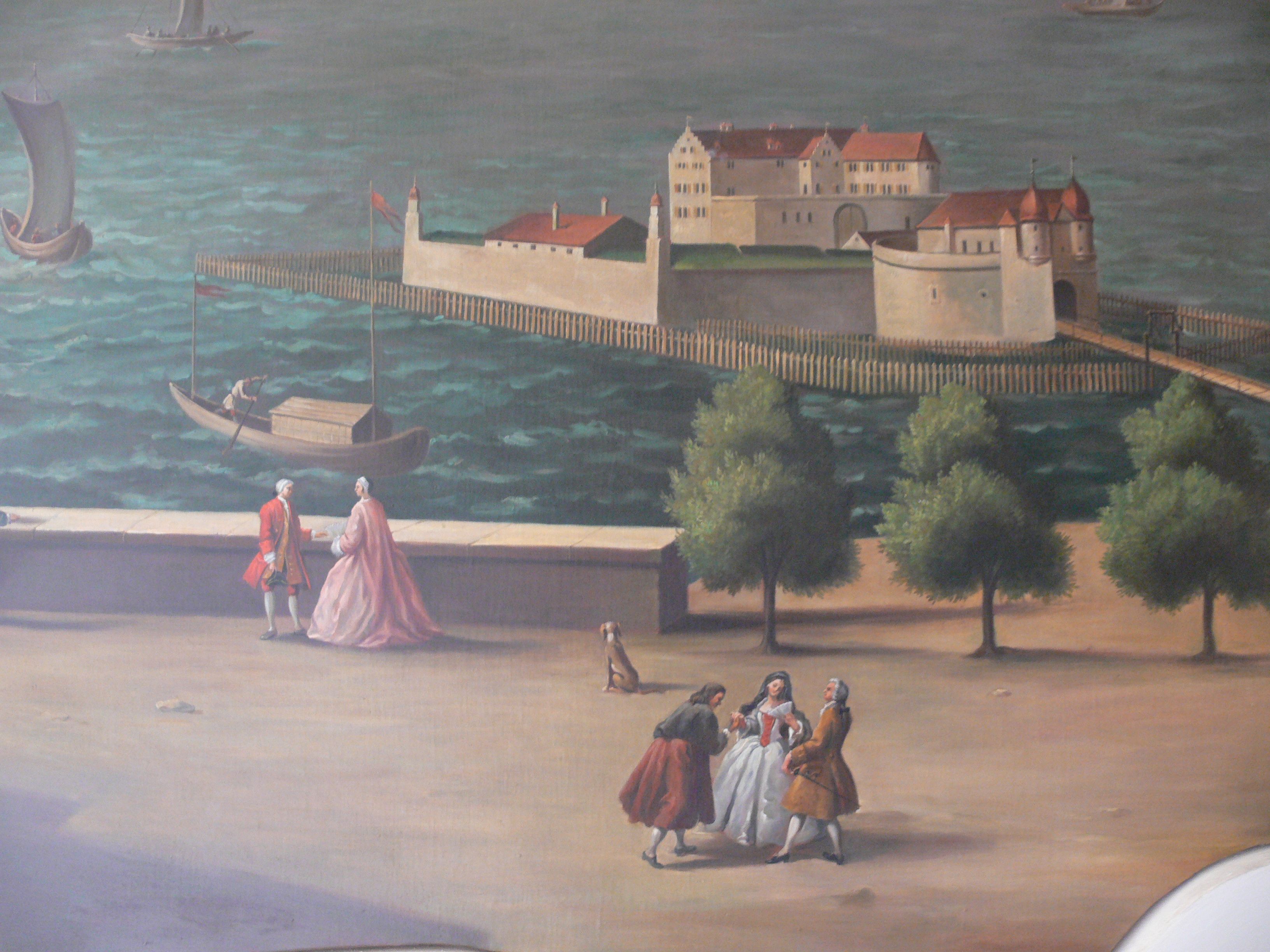
Gemälde des neuen Schlosses Langenargen, J. J. Kauffmann, um 1760

Kauffmann wird als eher armer Mann mit malerischen Talenten dargestellt. Obwohl er seine Künste anscheinend nicht bis in die höchsten Grade entwickeln konnte, hat er dennoch eine größere Zahl an Werken in durchaus fortgeschrittener Qualität hinterlassen. Das ursprüngliche Zentrum des Familienlebens war der kleine Ort Schwarzenberg im Bundesland Vorarlberg (Österreich). In den Jahren 1740 bis 1742 stand er in Diensten beim Fürstbischof von Chur in der Schweiz. Die Tochter kam dort zur Welt.
Im Jahr 1755 zog die Familie nach Mailand und blieb dort, bis im Jahr 1757 die Mutter verstarb. Der Vater kehrte mit seiner Tochter daraufhin nach Schwarzenberg zurück. Dort beteiligten sich beide an der Wiedererrichtung der örtlichen Kirche, die zu dieser Zeit ein Raub der Flammen geworden war. Während der Vater insgesamt die Bemalung im Inneren durchführte, konzentrierte sich die Tochter auf die Apostelgemälde. Zu späterer Zeit spendete sie auch noch das selbst gemalte Altarbild.
Während der Zeit, in der die Malarbeiten für die Kirche stattfanden, fanden die beiden auch Aufträge auf der Nordseite des Bodensees, so erstellten sie für die in Tettnang ansässigen Grafen von Montfort Darstellungen ihrer Schlösser in der Region und Landschaftsbilder. Weitere Ziele, speziell für Porträtmalerei, waren Meersburg und Konstanz.
Im Jahr 1760 brachen Kauffmann und Tochter erneut nach Italien auf, um die dortige Kunst zu studieren, insbesondere die Antike und die Renaissance. Auf ihrem Weg porträtierten sie die Einheimischen, um Geld zu verdienen. Nach Zwischenaufenthalten in Mailand, Modena, Parma und Florenz blieben sie bis 1766 in Rom. Am 5. Oktober 1762 erhielt Angelika die Ehrenmitgliedschaft der L’Accademia Clementina in Bologna, im Jahr 1764 durfte sie der Accademia di San Luca in Rom unter ähnlichen Bedingungen beitreten.
Der reisende Engländer und Schauspieler David Garrick gab Angelika die Gelegenheit, ihn zu porträtieren, was ihr Meisterstück werden und sie endgültig zur Berühmtheit machen sollte. Auf Empfehlung von Lady Wentworth zogen die beiden im Jahr 1766 nach London und blieben dort für die nächsten Jahre.
Kauffmann lehrte seine Tochter das Malen im Alter von 11 Jahren und unterstützte sie auf ihrem weiteren Lebensweg bei ihrer Karriere in ganz Europa, insbesondere in Italien und in England, einschließlich ihrer Rolle als Gründungsmitglied der Royal Academy of Arts. Auch in späteren Jahren sind gemeinschaftliche Reisen oder Besuchsreisen mit bzw. für seine Tochter dokumentiert. Eine starke Italienbeziehung prägte sein ganzes Leben, so dass er selbst seiner Tochter den venezianischen Maler Antonio Zucchi für ihre zweite Heirat vorschlug. Die Heirat fand im Juli 1781 in London statt. In der Folge reisten das Paar und der Brautvater über Flandern, Schwarzenberg, Verona und Padua nach Süden, um im Oktober desselben Jahres Venedig zu erreichen. Im darauf folgenden Januar verstarb Kauffmann.